# Zuid-Amerikaans kampioenschap voetbal vrouwen 2014
Het Campeonato Sudamericano Femenino 2014 was de zevende editie van het Zuid-Amerikaans kampioenschap voetbal vrouwen. Het toernooi werd gehouden van 11 tot en met 28 september 2014 in Ecuador.
De winnaar en de nummer 2 van het toernooi plaatsten zich allebei voor het Wereldkampioenschap 2015, terwijl nummer 3 zich plaatste voor een beslissingswedstrijd tegen de nummer 4 van Gold Cup 2014 om een ticket voor de Wereldbeker. De nummer 2 plaatste zich tevens, naast Brazilië, voor de Olympische Spelen van 2016 in Rio de Janeiro

## Speelsteden
| Stad      | Stadion                            | Capaciteit |
| --------- | ---------------------------------- | ---------- |
| Ambato    | Estadio Bellavista                 | 19.337     |
| Azogues   | Estadio Jorge Andrade Cantos       | 8.500      |
| Cuenca    | Estadio Alejandro Serrano Aguilar  | 20.730     |
| Latacunga | Estadio La Cocha                   | 15.220     |
| Loja      | Estadio Federativo Reina del Cisne | 14.934     |
| Quito     | Estadio Olímpico Atahualpa         | 40.948     |
| Quito     | Estadio Chillogallo                | 22.000     |
| Riobamba  | Estadio Olímpico de Riobamba       | 18.936     |
| Sangolqui | Estadio Rumiñahui                  | 8.000      |

## Eerste ronde

### Groep A
| Team      | Gsp | GW | G | V | DV | DT | DS | Pts |
| --------- | --- | -- | - | - | -- | -- | -- | --- |
| Colombia  | 4   | 4  | 0 | 0 | 10 | 1  | +9 | 12  |
| Ecuador   | 4   | 2  | 0 | 2 | 3  | 3  | +0 | 6   |
| Uruguay   | 4   | 2  | 0 | 2 | 5  | 9  | −4 | 6   |
| Venezuela | 4   | 1  | 1 | 2 | 4  | 6  | –2 | 4   |
| Peru      | 4   | 0  | 1 | 3 | 1  | 4  | –3 | 1   |

|                    |           |        |                                     |                                                                       |
| 11 september 17:00 | Uruguay   | 1–3    | Venezuela                           | Estadio Olímpico de Riobamba, Riobamba Scheidsrechter: Zulma Quiñónez |
| 11 september 17:00 | Viana 42' | Report | Ascanio 9' García 23' Rodríguez 71' | Estadio Olímpico de Riobamba, Riobamba Scheidsrechter: Zulma Quiñónez |

|                    |           |        |      |                                                                        |
| 11 september 19:10 | Ecuador   | 1–0    | Peru | Estadio Olímpico de Riobamba, Riobamba Scheidsrechter: Laura Fortunato |
| 11 september 19:10 | Barre 84' | Report |      | Estadio Olímpico de Riobamba, Riobamba Scheidsrechter: Laura Fortunato |

|                    |                                               |        |         |                                                             |
| 13 september 13:00 | Colombia                                      | 4–0    | Uruguay | Estadio Bellavista, Ambato Scheidsrechter: Regildenia Moura |
| 13 september 13:00 | Andrade 6' N. Arias 58' Santos 69' Ospina 90' | Report |         | Estadio Bellavista, Ambato Scheidsrechter: Regildenia Moura |

|                    |             |        |           |                                                                 |
| 13 september 15:10 | Ecuador     | 1–0    | Venezuela | Estadio Bellavista, Ambato Scheidsrechter: María Belén Carvajal |
| 13 september 15:10 | Vázquez 30' | Report |           | Estadio Bellavista, Ambato Scheidsrechter: María Belén Carvajal |

|                    |                                                |        |            |                                                                       |
| 15 september 17:00 | Colombia                                       | 4–1    | Venezuela  | Estadio Olímpico de Riobamba, Riobamba Scheidsrechter: Sirley Cornejo |
| 15 september 17:00 | Rincón 15' Ortiz 40' Velasquez 65' Cosme 90+1' | Report | García 78' | Estadio Olímpico de Riobamba, Riobamba Scheidsrechter: Sirley Cornejo |

|                    |                            |        |            |                                                                             |
| 15 september 19:10 | Uruguay                    | 2–1    | Peru       | Estadio Olímpico de Riobamba, Riobamba Scheidsrechter: María Belén Carvajal |
| 15 september 19:10 | Pion 30' P. González 90+2' | Report | Flores 14' | Estadio Olímpico de Riobamba, Riobamba Scheidsrechter: María Belén Carvajal |

|                    |           |     |      |                                                            |
| 17 september 13:00 | Venezuela | 0–0 | Peru | Estadio Bellavista, Ambato Scheidsrechter: Laura Fortunato |
| 17 september 13:00 | Report    |     |      | Estadio Bellavista, Ambato Scheidsrechter: Laura Fortunato |

|                    |         |        |           |                                                             |
| 17 september 15:10 | Ecuador | 0–1    | Colombia  | Estadio Bellavista, Ambato Scheidsrechter: Regildenia Moura |
| 17 september 15:10 |         | Report | Ariza 60' | Estadio Bellavista, Ambato Scheidsrechter: Regildenia Moura |

|                    |            |        |      |                                                            |
| 19 september 17:00 | Colombia   | 1–0    | Peru | Estadio La Cocha, Latacunga Scheidsrechter: Zulma Quiñónez |
| 19 september 17:00 | Rincón 39' | Report |      | Estadio La Cocha, Latacunga Scheidsrechter: Zulma Quiñónez |

|                    |               |        |                           |                                                            |
| 19 september 19:10 | Ecuador       | 1–2    | Uruguay                   | Estadio La Cocha, Latacunga Scheidsrechter: Sirley Cornejo |
| 19 september 19:10 | Lattanzio 87' | Report | P. González 7' Badell 56' | Estadio La Cocha, Latacunga Scheidsrechter: Sirley Cornejo |

### Groep B
| Team       | Gsp | GW | G | V | DV | DT | DS  | Pts |
| ---------- | --- | -- | - | - | -- | -- | --- | --- |
| Brazilië   | 4   | 3  | 0 | 1 | 12 | 3  | +9  | 9   |
| Argentinië | 4   | 3  | 0 | 1 | 9  | 1  | +8  | 9   |
| Paraguay   | 4   | 2  | 0 | 2 | 14 | 9  | +5  | 6   |
| Chili      | 4   | 2  | 0 | 2 | 6  | 5  | +1  | 6   |
| Bolivia    | 4   | 0  | 0 | 4 | 2  | 25 | –23 | 0   |

|                    |            |        |          |                                                                            |
| 12 september 17:00 | Argentinië | 0–1    | Chili    | Estadio Federativo Reina del Cisne, Loja Scheidsrechter: Gabriela Bandeira |
| 12 september 17:00 |            | Report | Lara 47' | Estadio Federativo Reina del Cisne, Loja Scheidsrechter: Gabriela Bandeira |

|                    |                                                                    |        |         |                                                                        |
| 12 september 19:10 | Brazilië                                                           | 6–0    | Bolivia | Estadio Federativo Reina del Cisne, Loja Scheidsrechter: Juana Delgado |
| 12 september 19:10 | Formiga 19', 73' Andressa 30' Darlene 51' Thaisa 84' Fabiana 90+2' | Report |         | Estadio Federativo Reina del Cisne, Loja Scheidsrechter: Juana Delgado |

|                    |         |        |                                                            |                                                            |
| 14 september 13:00 | Bolivia | 0–6    | Argentinië                                                 | Estadio Bellavista, Ambato Scheidsrechter: Yercinia Correa |
| 14 september 13:00 |         | Report | Vallejos 50', 72' Bonsegundo 54' Larroquette 62', 77', 87' | Estadio Bellavista, Ambato Scheidsrechter: Yercinia Correa |

|                    |            |        |                                               |                                                         |
| 14 september 15:10 | Paraguay   | 1–4    | Brazilië                                      | Estadio Bellavista, Ambato Scheidsrechter: Silvia Reyes |
| 14 september 15:10 | Fleitas 9' | Report | Andressa 35' Cristiane 45+5', 56' Fabiana 57' | Estadio Bellavista, Ambato Scheidsrechter: Silvia Reyes |

|                    |                                           |        |         |                                                                          |
| 16 september 17:00 | Chili                                     | 3–0    | Bolivia | Estadio Alejandro Serrano Aguilar, Cuenca Scheidsrechter: Susana Corella |
| 16 september 17:00 | Lara 26' (pen.) Guerrero 61' Zamora 90+2' | Report |         | Estadio Alejandro Serrano Aguilar, Cuenca Scheidsrechter: Susana Corella |

|                    |            |        |          |                                                                         |
| 16 september 19:10 | Argentinië | 1–0    | Paraguay | Estadio Alejandro Serrano Aguilar, Cuenca Scheidsrechter: Viviana Muñoz |
| 16 september 19:10 | Cabrera 9' | Report |          | Estadio Alejandro Serrano Aguilar, Cuenca Scheidsrechter: Viviana Muñoz |

|                    |                |        |                                                                                          |                                                                           |
| 18 september 17:00 | Bolivia        | 2–10   | Paraguay                                                                                 | Estadio Alejandro Serrano Aguilar, Cuenca Scheidsrechter: Yercinia Correa |
| 18 september 17:00 | Moron 43', 85' | Report | Fernández 10', 77', 81', 90+1' Riveros 35' Ortíz 44', 89' Quintana 65' Martínez 75', 84' | Estadio Alejandro Serrano Aguilar, Cuenca Scheidsrechter: Yercinia Correa |

|                    |       |        |                           |                                                                         |
| 18 september 19:10 | Chili | 0–2    | Brazilië                  | Estadio Alejandro Serrano Aguilar, Cuenca Scheidsrechter: Viviana Muñoz |
| 18 september 19:10 |       | Report | Maurine 22' Cristiane 49' | Estadio Alejandro Serrano Aguilar, Cuenca Scheidsrechter: Viviana Muñoz |

|                    |                                     |        |                    |                                                             |
| 20 september 14:00 | Paraguay                            | 3–2    | Chili              | Estadio Jorge Andrade, Azogues Scheidsrechter: Silvia Reyes |
| 20 september 14:00 | Ortíz 15' Quintana 78' Martínez 85' | Report | Lara 47' Araya 72' | Estadio Jorge Andrade, Azogues Scheidsrechter: Silvia Reyes |

|                    |          |        |                               |                                                                  |
| 20 september 16:10 | Brazilië | 0–2    | Argentinië                    | Estadio Jorge Andrade, Azogues Scheidsrechter: Gabriela Bandeira |
| 20 september 16:10 |          | Report | Cometti 23' Banini 73' (pen.) | Estadio Jorge Andrade, Azogues Scheidsrechter: Gabriela Bandeira |

## Tweede ronde
| Team       | Gsp | GW | G | V | DV | DT | DS  | Pts |
| ---------- | --- | -- | - | - | -- | -- | --- | --- |
| Brazilië   | 3   | 2  | 1 | 0 | 10 | 0  | +10 | 7   |
| Colombia   | 3   | 1  | 2 | 0 | 2  | 1  | +1  | 5   |
| Ecuador    | 3   | 1  | 0 | 2 | 4  | 8  | −4  | 3   |
| Argentinië | 3   | 0  | 1 | 2 | 2  | 9  | –7  | 1   |

|                    |          |     |            |                                                           |
| 24 september 13:00 | Colombia | 0–0 | Argentinië | Estadio Chillogallo, Quito Scheidsrechter: Sirley Cornejo |
| 24 september 13:00 | Report   |     |            | Estadio Chillogallo, Quito Scheidsrechter: Sirley Cornejo |

|                    |                                           |        |         |                                                            |
| 24 september 15:10 | Brazilië                                  | 4–0    | Ecuador | Estadio Chillogallo, Quito Scheidsrechter: Yercinia Correa |
| 24 september 15:10 | Cristiane 14', 17' Maurine 37' Raquel 87' | Report |         | Estadio Chillogallo, Quito Scheidsrechter: Yercinia Correa |

|                    |                          |        |               |                                                           |
| 26 september 16:00 | Colombia                 | 2–1    | Ecuador       | Estadio Rumiñahui, Sangolquí Scheidsrechter: Silvia Reyes |
| 26 september 16:00 | Echeverry 12' Rincón 55' | Report | Lattanzio 86' | Estadio Rumiñahui, Sangolquí Scheidsrechter: Silvia Reyes |

|                    |                                                                         |        |            |                                                                   |
| 26 september 18:10 | Brazilië                                                                | 6–0    | Argentinië | Estadio Rumiñahui, Sangolquí Scheidsrechter: María Belén Carvajal |
| 26 september 18:10 | Cristiane 32' Andressa 36' Maurine 58' Tayla 66' Tamires 71' Raquel 84' | Report |            | Estadio Rumiñahui, Sangolquí Scheidsrechter: María Belén Carvajal |

|                    |                           |        |                                         |                                                                  |
| 28 september 10:00 | Argentinië                | 2–3    | Ecuador                                 | Estadio Olímpico Atahualpa, Quito Scheidsrechter: Zulma Quiñónez |
| 28 september 10:00 | Banini 25' Bonsegundo 30' | Report | Caicedo 36' Rodríguez 60' Lattanzio 77' | Estadio Olímpico Atahualpa, Quito Scheidsrechter: Zulma Quiñónez |

|                    |          |     |          |                                                                     |
| 28 september 12:10 | Colombia | 0–0 | Brazilië | Estadio Olímpico Atahualpa, Quito Scheidsrechter: Gabriela Bandeira |
| 28 september 12:10 | Report   |     |          | Estadio Olímpico Atahualpa, Quito Scheidsrechter: Gabriela Bandeira |

## Kampioen
| Sudamericano Femenino 2014 |
| -------------------------- |
| BRAZILIË 6de titel         |

1991 · 1995 · 1998 · 2003 · 2006 · 2010 · 2014 · 2018 · 2022